# Бурэнтогтох
Бурэнтогтох (монг. Бүрэнтогтох, «полностью установленный на место») — сомон в аймаке Хувсгел. Расположен на юге центральной части аймака. Граничит с сомонами: Шинэ-Идэр (на юге), Тумербулаг (на юго-востоке), Тосонцэнгэл (на крайнем востоке), Тунэл и Мурэн (на северо-востоке), Алаг-Эрдэнэ (на севере), Арбулаг (на северо-западе) и Цагаан-Уул (на западе).
Площадь составляет 3760 км², из которых 2870 км² занимают пастбища. Население на 2005 год — 4251 человека; средняя плотность населения составляет 1,13 чел/км². Административный центр — посёлок Бурэнтогтох, расположен в 51 км к западу от города Мурэн и в 722 км от Улан-Батора.
По данным на 2004 год в сомоне было примерно 63 000 коз, 66 000 овец, 8500 коров и яков, 7800 лошадей и 190 верблюдов.